# Münchner Merkur
Le Münchner Merkur est un journal quotidien régional allemand publié à Munich, dans le Land de Bavière.

## Histoire
En 1946, le Münchner Merkur est le deuxième journal munichois à paraître depuis la fin de la Seconde Guerre mondiale après le Süddeutsche Zeitung. En 1968, le tabloïd tz lancé en tant que journal dérivé.
Le premier numéro du journal, initialement appelé Münchner Mittag, est publié le 13 novembre 1946 avec une licence du gouvernement militaire dans la zone d'occupation américaine. L'un des cofondateurs et éditeurs ainsi que rédacteur en chef depuis le tout début est Felix Buttersack.
Wolfgang Huck, à la tête du groupe d'édition familial, redémarre les imprimeries du Münchner Zeitung arrêté par les nazis en 1943 ; en 1953, son entreprise fusionne avec la maison d'édition Münchner Merkur et reprend la direction de l'entreprise.
L'actionnaire principal du Münchner Zeitungsverlag est alors, comme pour le Münchner Zeitung avant-guerre, la famille d'édition Huck, représentée après la mort de Wolfgang Huck (22 janvier 1967) par l'éditeur Andreas Huck avec 50 % des actions et comme coéditeur Felix Buttersack avec 37,5 % et Ludwig Vogl avec 12,5 %, à partir de 1974.
En août 1976, les trois actionnaires de la maison d'édition conviennent avec Axel Springer AG de les inclure comme coactionnaires avec une participation de 24,9 %. Felix Buttersack vend cette part de sa part de 37,5 %, puis reprend 13,4 % des avoirs de la famille Huck, restant le deuxième actionnaire avec environ 26 % du capital. Après la transaction, Andreas Huck détient 29,16 %, Buttersack 26,4 %, Springer 24,99 %, Ludwig Vogl 12,5 % et Harald Huck 6,95 %. Ce changement n'apporte pas de nouveaux capitaux. L'opération est interdite par l'Office fédéral de lutte contre les cartels en 1982, Springer doit se retirer de la maison d'édition.
En 1982, l'éditeur Dirk Ippen prend une participation dans Münchner Zeitungsgruppe avec les journaux Münchner Merkur et tz, qui, par l'intermédiaire de ses sociétés associées Westfälischer Anzeiger Verlagsgesellschaft mbH & Co. KG (dont l'éditeur du Westfälischer Anzeiger) et F. Wolff & Sohn KG (y compris l'éditeur du Leine-Deister-Zeitung) et d'autres holdings, qui ont entre-temps été divisés en éditeurs individuels pour le Munich Merkur et tz, contrôlent complètement Münchner Zeitungsgruppe. Ippen Digital GmbH & Co KG, la rédaction centrale de tous les sites Internet du groupe de presse Ippen, est également basée à la même adresse que le Münchner Merkur.
Depuis 1995, le Munich Merkur et l'Association bavaroise de football organisent la Merkur Cup, qui met en compétition 450 équipes de jeunes de 11 ans de la zone de distribution du journal.

## Rédacteurs en chef
- 1948–1963: Felix Buttersack
- 1963–1973: Kurt Wessel
- 1973–1975: Franz Wördemann
- 1975–1983: Paul Pucher
- 1983–1995: Werner Giers
- 1995–2000: Peter Fischer
- 2000–2000: Monika Zimmermann
- 2000–2002: Wilhelm Christbaum
- 2001–2007: Ernst Hebeker
- 2007–2013: Karl Schermann
- 2014–2016: Bettina Bäumlisberger
- Depuis 2016: Georg Anastasiadis

## Éditions locales
Les principales zones de distribution sont Munich, la ville de Rosenheim et les arrondissements de Bad Tölz-Wolfratshausen, Dachau, Ebersberg, Erding, Freising, Fürstenfeldbruck, Garmisch-Partenkirchen, Miesbach, Munich, Rosenheim, Starnberg et Weilheim-Schongau. Conformément à la stratégie entrepreneuriale de l'éditeur Dirk Ippen, les éditeurs se concentrent fortement sur les événements locaux. Pour cette raison, les rédactions locales ont plus de personnel, tandis que les services généraux de la politique, du sport et des affaires ont travaillé pendant un certain temps principalement avec des textes d'agences de presse.
| Titre | Ventes (avril 2022 |
| --- | ------------------ |
| Dachauer Nachrichten | 11496              |
| Ebersberger Zeitung | 9832               |
| Erdinger Anzeiger / Dorfener Anzeiger | 14024              |
| Freisinger Tagblatt | 10762              |
| Fürstenfeldbrucker Tagblatt | 13640              |
| Garmisch-Partenkirchner Tagblatt / Murnauer Tagblatt | 12506              |
| Isar-Loisachbote / Geretsrieder Merkur | 7011               |
| Tölzer Kurier | 8343               |
| Miesbacher Merkur / Holzkirchner Merkur / Tegernseer Zeitung                                                                                                 | 13644              |
| Starnberger Merkur | 8450               |
| Münchner Merkur – Zeitung für das Würmtal Münchner Merkur – Südlicher Landkreis München (ausgenommen Würmtal) Münchner Merkur – Nördlicher Landkreis München | 12401              |
| Weilheimer Tagblatt/Penzberger Merkur Schongauer Nachrichten                                                                                                 | 9993               |